# Yaracuyanos FC
Yaracuyanos Fútbol Club ist ein venezolanischer Fußballverein aus San Felipe. Der Verein wurde 2006 gegründet und trägt seine Heimspiele im Estadio Florentino Oropeza aus, das 9.600 Zuschauern Platz bietet. Yaracuyanos FC spielt derzeit in der Primera División.

## Geschichte
Der Verein Yaracuyanos Fútbol Club wurde am 20. Februar 2006 in San Felipe im Bundesstaat Yaracuy gegründet. Der Vereinsname ist an den Bundesstaat angelehnt, was in Venezuela üblich ist. Vom venezolanischen Fußballverband wurde der Verein in die Tercera División, die vierthöchste Liga, eingestuft. Gleich in der ersten Saison wurde dort der erste Rang belegt und es gelang der Aufstieg in die Segunda División B. Auch hier spielte Yaracuyanos FC gut mit, wurde in der Grupo Centro Occidente Erster und machte damit den Sprung in die Segunda División. Kurz darauf gewann man auch das Finalspiel um den Titel des Drittligameisters gegen Atlético Piar in Caracas mit 6:5 im Elfmeterschießen, nachdem es nach Ablauf der Verlängerung 1:1 gestanden hatte. Im ersten Zweitligajahr belegte der Verein den neunten Platz in der Gesamttabelle. Während der Saison kaufte der Club, der sich inzwischen in der Hand eines finanzkräftigen Investors befand, die Aktien des finanziell knappen Unión Atlético Maracaibo aus der Primera División. Als sich diese aus der Primera División zurückzogen, stieg Yaracuyanos FC als Austausch gegen Maracaibo in die erste Liga auf, womit man einen Durchmarsch von der Viert- in die Erstklassigkeit binnen dreier Jahre machte. In der Erstligasaison 2009/10 wurde Yaracuyanos FC Fünfzehnter und schaffte den Klassenerhalt. Die danach folgende Spielzeit endete für Yaracuyanos mit dem neunten Platz in der gesamten Tabelle, wodurch man für Playoff-Spiele um die Teilnahme an der Copa Sudamericana 2011 berechtigt war. In diesen Spielen setzte man sich gegen Aragua FC und Deportivo Petare durch und konnte sich für den kontinentalen Wettbewerb qualifizieren.

## Erfolge
- Segunda División B: 1× (2007/08)
- Tercera División: 1× (2006/07)
- Teilnahme an der Copa Sudamericana: 1×

2011: erste Runde

## Bekannte Spieler
- Carlos Luis Rodríguez
- Guillermo Santo